# Nils Aurelius (1760–1810)
Nils Aurelius, född 20 juni 1760 i Askeby socken, Östergötlands län, död 4 april 1810 i Örtomta socken, Östergötlands län, var en svensk präst i Örtomta församling.

## Biografi
Nils Aurelius föddes 20 juni 1760 i Askeby socken. Han var son till kyrkoherden och Nils Aurelius och Elisabeth Retzius. Aurelius studerade i Linköping och blev höstterminen 1777 student vid Uppsala universitet, Uppsala. Han prästvigdes 16 juni 1784 till extra ordinarie bataljonspredikant vid Västmanlands regemente och tog samma dag pastoralexamen. Den 7 oktober 1784 blev han hovpredikant hos Fredrik Adolf, hertig av Östergötland. Aurelius blev 16 augusti 1790 kyrkoherde i Örtomta församling, Örtomta pastorat, tillträde 1792 och blev 16 december 1801 prost. Han avled 4 april 1810 i Örtomta socken och begravdes 13 april av kyrkoherden Anders Wikblad, Säby socken.
Aurelius var respondens vid prästmötet 1797.

### Familj
Aurelius gifte sig 8 juni 1792 med Catharina Elisabeth Brunckman (1770–1857). Hon var dotter till kyrkoherden Nils Brunkman i Konungsunds församling. De fick tillsammans barnen Elisabeth Fredrica Sophia Aurelius (1793–1813), kyrkoherden Nils Fredrik Aurelius i Gamleby församling, Hedvig Catharina Aurelius (1797–1866), kyrkoherden Carl Adolf Aurelius (1799–1854) i Ekeby församling, kyrkoherden Anton Anders Aurelius (1802–1878) i Ekeby församling, Maria Charlotta Aurelius (1806–1899) som var gift med kronolänsmannen Carl Gustaf Fjetterström i Göstrings härad och Carolina Aurora Wilhelmina Aurelius (1808–1826).